# Ministère des Cérémonies
Le ministère des Cérémonies (治部省, Jibu-shō) est une division du gouvernement japonais du VIIIe siècle de la cour impériale de Kyoto), parfois identifié comme le « ministère de l'Intérieur ». Cette bureaucratie est mise en place au cours de la période Asuka et formalisée durant l'époque de Heian. Le ministère  est remplacé pendant l'ère Meiji.

## Présentation
Le ministère est organisé pour traiter les aspects cérémoniels de l'année impériale, gérer la nature cérémonielle des relations formelles avec la Chine, la Corée et d'autres pays, et enfin superviser l'entretien des tombes et des mausolées impériaux. Les cérémonies de la maison impériale évoluent au fil du temps.
La portée des activités du ministère englobe, par exemple :
- le maintien de la liste des noms des fonctionnaires[3] ;
- la surveillance des successions et mariage des fonctionnaires du cinquième rang et au-dessus[3] ;
- la surveillance des formalités relatives aux décès, aux funérailles et à l'octroi de rangs à titre posthume[3] ;
- la gestion des activités commémoratives qui honorent les anniversaires de la disparition d'un ancien empereur[3] ;
- la surveillance et l'enregistrement des noms de tous les anciens empereurs, afin qu'aucun de ces noms ne puisse être utilisé par l'un des empereurs suivants ni par aucun sujet[3] ;
- le règlement des différends sur l'ordre de préséance des différentes familles[3] ;
- la supervision de toutes les affaires relatives à la musique[3] ;
- l'enregistrement des noms des temples, prêtres et religieuses bouddhistes[3] ;
- la réception et le divertissement des étrangers et gestion de leur présentation à l'empereur ;
- l'entretien des sépultures impériales (misasagi) et des tumuli (kofun) royaux, y compris la surveillance des personnes qui y sont présentes[3].

Ce ministère est également responsable de règles pour les familles nobles au-dessus du cinquième rang.

## Histoire
Le ministère est créé dans le cadre de la réforme de Taika et des lois ritsuryō. Il était auparavant appelé Osamuru-tsukasa.

## Hiérarchie
Les hauts responsables ritsuryō au sein de cette structure du ministère sont :
- administrateur en chef du ministère des Cérémonies (治部卿, jibu-kyō?)[5] ;
- premier assistant auprès du ministre (治部大輔, jibu-taifu?)[6] ;
- deuxième assistant auprès du ministre (治部少輔, jibu-shō?)[6] ;
- troisième assistant auprès du ministre (治部大丞, jibu-dai-shō?)[6] ;
- quatrième assistant auprès du ministre (治部少丞, jibu-shō-shō?)[6] ;
- secrétaire principal (治部大録, jibu-no-dai-sakan?)[6] ;
- secrétaire suppléant (治部少録, jibu-no-shō-sakan?)[6] ;
- musicien en chef auprès de la cour (雅楽頭, uta-no-kami?)[6] ;
- premier musicien assistant (雅楽助, uta-no-suke?)[6] ;
- second musicien assistant (雅楽允, uta-no-jō?)[7].
- autres musiciens (雅楽属, uta-no-sakan?), deux postes[7] ;
- interprète/diplomate en chef (玄蕃頭, genba-no-kami?). Ce fonctionnaire est chargé de recevoir les ambassadeurs de Chine et de la Corée et de leur servir d'interprète[7] ;
- premier interprète/diplomate adjoint (玄蕃介, genba-no-suke?)[7] ;
- second interprète/diplomate adjoint (玄蕃允, genba-no-jō?), deux postes[7] ;
- interprète/diplomate suppléant (玄蕃属, genba-no-sakan?), deux postes[7] ;
- inspecteur en chef des tombes impériales (諸陵頭, shoryō-no-kami?), deux postes[7] ;
- premier inspecteur adjoint (諸陵助, shoryō-no-suke?), deux postes[7] ;
- deuxième inspecteur adjoint (諸陵允, shoryō-no-jō?), deux postes[7] ;
- inspecteurs suppléants (諸陵属, shoryō-no-sakan?), deux postes[7].

## Source de la traduction
- (en) Cet article est partiellement ou en totalité issu de l’article de Wikipédia en anglais intitulé « Ministry of Ceremonies » (voir la liste des auteurs).